# Hieracium anguinum
Hieracium anguinum es una especie de planta con flor del género Hieracium, de la familia Asteraceae, orden Asterales.

## Distribución
Hieracium anguinum se distribuye por Escocia y Noruega.

## Taxonomía
Fue descrita científicamente por (W. R. Linton) Roffey. Fue publicada en H.C.Watson, London Cat. Brit. Pl., ed. 11: 28 (1925).